# Runriket

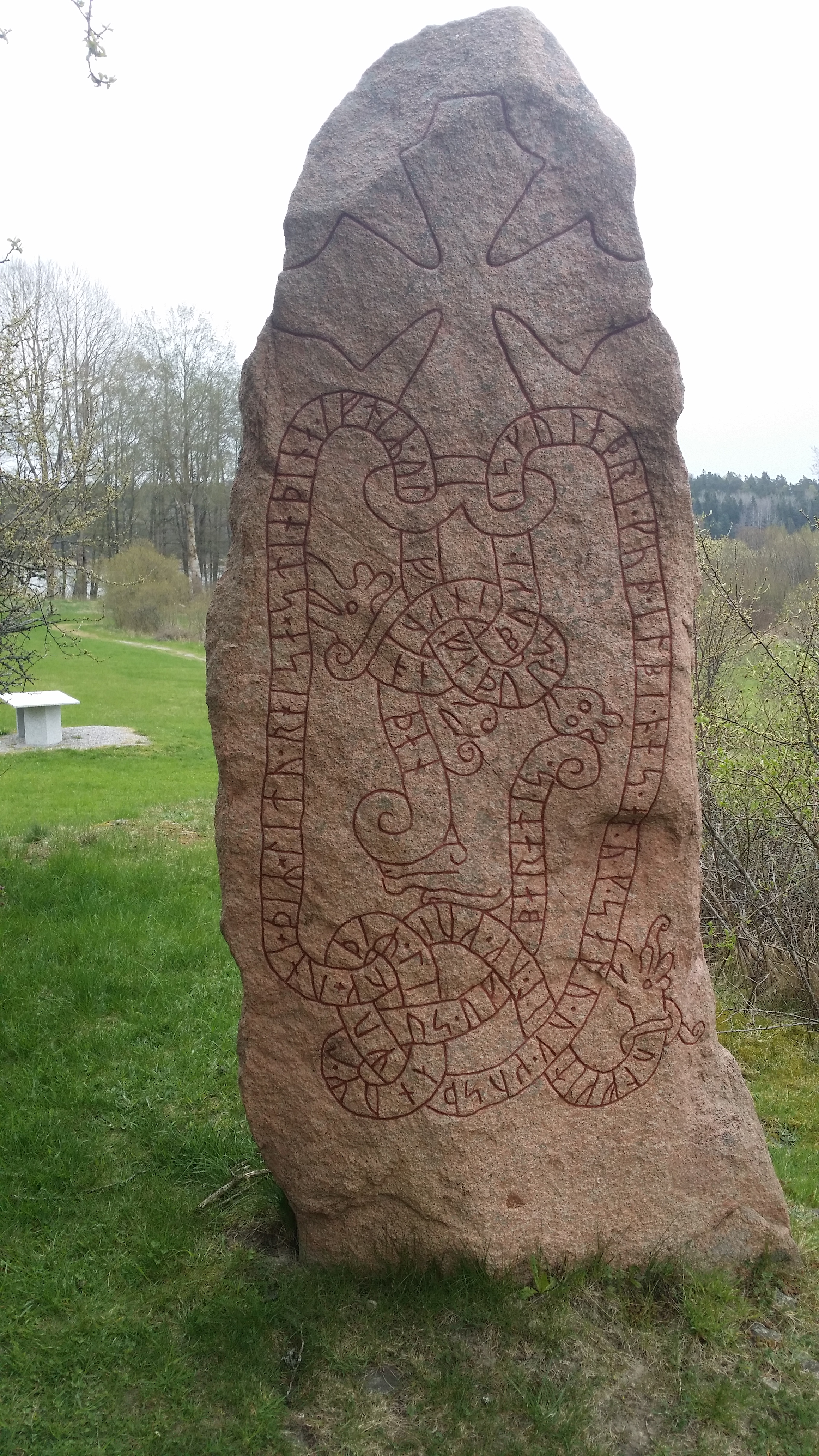
Runsten U160 i Risbyle

Runriket är en samling platser runt Vallentunasjön där Täby och Vallentuna kommun har samarbetat med Stockholms läns museum. Man har anlagt parkeringar och god information. Här finns runstenar resta av Jarlabanke, som ses som en av de större jordägarna i Uppland på den tiden. Det finns även ljudfiler på Stockholms läns museums hemsida och bussturer man kan göra. Varje år har man en Runrikets dag då massor av aktiviteter för barn och vuxna hålls.

## Platser i Runriket
- Jarlabankes bro
- Täby kyrka
- Broby bro
- Fällbro
- Risbyle
- Gällsta
- Gullbron
- Vallentuna kyrka
- Arkils tingstad

### Fotnoter
1. ↑  ”Runrikets dag”. Arkiverad från originalet den 26 november 2021. https://web.archive.org/web/20211126230454/http://old.stockholmslansmuseum.se/upptack_lanet/runriketsdag/. Läst 26 Februari 2015.